# 야마카시 (영화)
《야마카시》(영어: Yamakasi)는 2001년 개봉한 프랑스 영화이다.

## 줄거리
'야마카시'는 파쿠르를 즐기는 다양한 인종의 젊은이들로 구성된 그룹이다. 이들은 프랑스의 빈민가에서 살며, 마약 없이 파쿠르를 통해 즐거움을 찾고 인정받고자 한다. 어느 날, 그들은 건물 외벽을 오르다 경찰에 쫓기게 되고, 이들을 위험한 존재로 여기는 경찰 간부와 달리, 한 경찰관은 아이들이 모방할까 봐 걱정한다. 영화는 각 멤버의 이름과 별명을 소개한다.
이후, 나무를 오르던 중 심장병을 앓던 어린 소년 자멜이 추락하여 심장 이식이 필요하게 된다. 병원에서는 24시간 안에 40만 프랑을 마련해야 수술이 가능하다고 말한다. 야마카시는 자멜을 돕기 위해 병원 이사들의 집을 털기로 결심하고, 로빈 후드처럼 돈을 모은다. 세 그룹으로 나뉘어 집을 털지만, 한 그룹은 도베르만에게 쫓기며 카메라에 찍힌다. 경찰은 이들의 다음 행동을 예측하려 하지만 실패한다. 마지막으로, 이사장의 집을 습격한 야마카시는 돈을 모두 모아 자전거를 탄 친구에게 넘긴다.
경찰에 잡힌 야마카시는 모두 똑같은 진술을 하지만, 한 경찰관이자 '앉은 황소'의 사촌인 아스민의 도움으로 풀려난다. 그들은 병원에 도착하여 총으로 위협하는 의사를 설득하여 수술비를 지불하고, 자멜은 성공적으로 수술을 받는다. 야마카시는 경찰관 아스민과 함께 자멜의 회복을 축하하며, 그를 야마카시로 키울 계획을 세운다.

## 배역

### 야마카시 팀
- 얀 노트라 - 우스만 다자캉 / 지크무
- 로랑 피에몬테시 - 장미셸 뤼카 / 탱고
- 길랭 은구바보예케 - 아브두 은고토 / 로켓
- 윌리암스 벨 - 브뤼노 뒤리스 / 거미
- 말리크 디우프 - 말리크 은디아이 / 족제비
- 쇼 벨 딘 - 올리버 첸 / 야구
- 샤를 페리에르 - 우스만 바나 / 성난 황소
- 브뤼노 플랭데르 - 미슐랭

### 경찰
- 마에르 카문 - 뱅상 아스민 경관
- 파스칼 레제르 - 오르시니 반장

### 자멜네 가족
- 아멜 디멜 - 알리아
- 아피다 타리 - 파티마
- 나심 파이드 - 자멜

### 기타 인물
- 프레제리크 펠르게 - 프르탱 장관
- 제랄드 모랄레스 - 르트롱크 의사
- 클로에 플리포 - 클레르

## 한국판 성우진(KBS)
- 구자형 - 아스민 뱅상(마허 카몬)
- 김일 - 웅크린 소(샤를 페리에르)
- 장광 - 프레텡(프레데릭 플레지)
- 최흘 - 의사(제랄드 모랄레스)
- 유동균 - 탱고(로렝 피에몽테) / 브루노(윌리엄스 벨)
- 윤세웅 - 로케트(갈레인 엔구바보엑) / 오시니(파스칼 라이거)
- 이규석 - 우스망(얀 나우트라)
- 김래환 - 올리버(차우 벨 딘)
- 위훈 - 웨즐(말릭 디우프) / 아스민의 동료(퍼킨스)
- 김대중 - 미쉘린(브루노 플렌더) / 아스민의 동료(장 피에르 저메인)
- 김태연 - 아이다와 자말의 아버지(압델크림 마흘로울) / 장관(자크 한센)
- 오수경 - 아이다(아멜 제멜) / 여자(이자벨 물랑)
- 정현경 - 자말(나심 파이드) / 스파이더의 여친(끌로에 플리포)
- 최하나 - 아이다와 자말의 엄마(아피다 타흐리) / 장관의 비서(레베카 햄튼)